# Pierre-Ernest Weiss
Pierre-Ernest Weiss (Mulhouse, 25 de março de 1865 — Lyon, 24 de outubro de 1940) foi um físico alsaciano.

## Biografia
Graduado em engenharia no Instituto Federal de Tecnologia de Zurique, em 1887. No ano seguinte foi para a Escola Normal Superior de Paris. Logo começou a interessar-se por física. Em 1895 foi para a Universidade de Rennes, e em 1899 para a Universidade de Lyon, obtendo em 1902 uma cátedra no Instituto Federal de Tecnologia de Zurique. Lá montou um laboratório para pesquisas sobre fenômenos magnéticos. Em 1908 foi um dos fundadores da Sociedade de Física da Suíça. Em 1919 foi diretor do Instituto de Física da Universidade de Estrasburgo. Em 1926 foi eleito membro da Academia de Ciências de Paris.

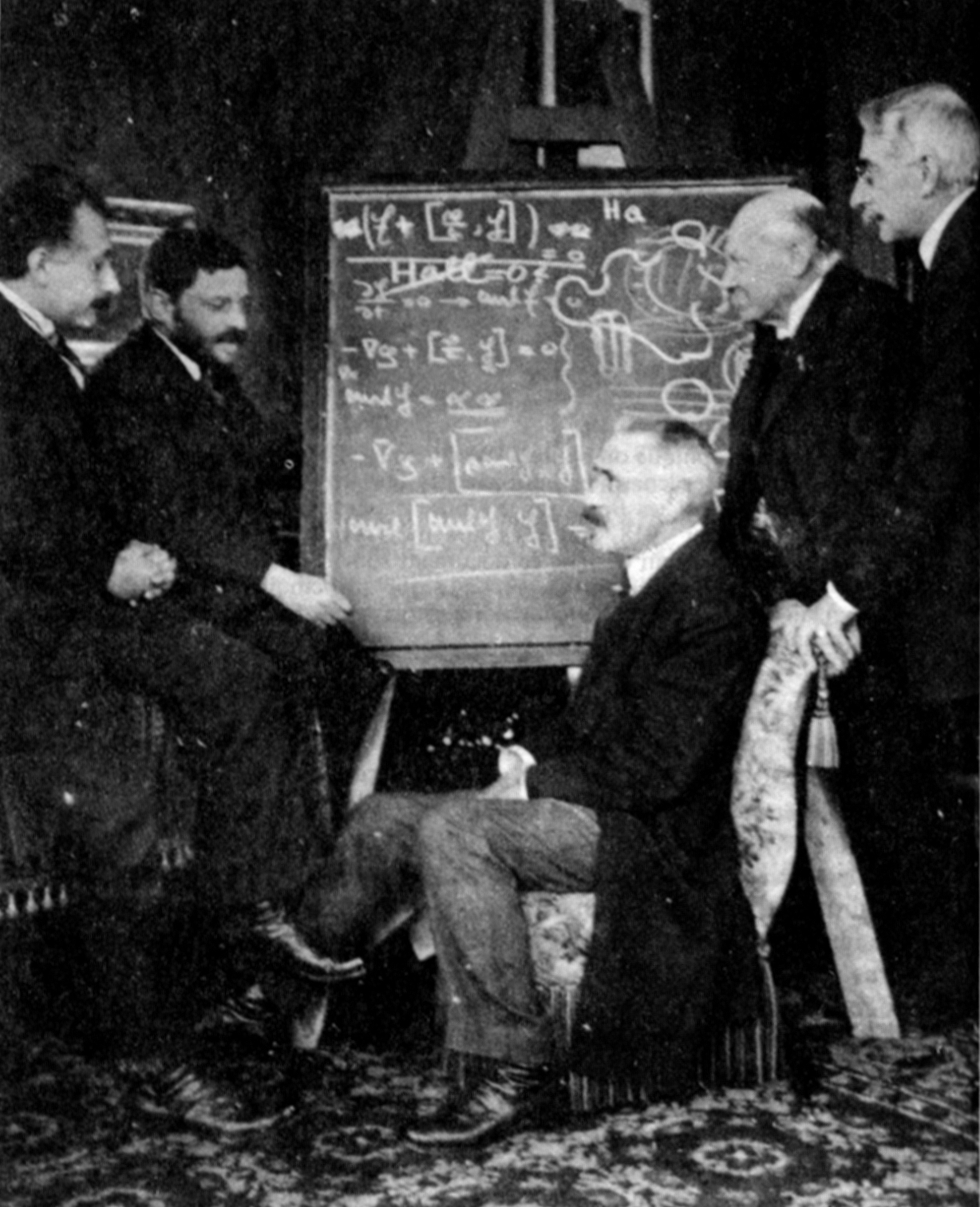
Albert Einstein, Paul Ehrenfest, Paul Langevin, Heike Kamerlingh Onnes e Pierre Weiss na residência de Kamerlingh Onnes em Leiden.

Weiss estabeleceu as bases do paramagnetismo e do ferromagnetismo, bem como a dependência da temperatura do magnetismo.
Com seu colega Heike Kamerlingh Onnes estudou o magnetismo a baixas temperaturas.
Participou da 2ª, 3ª e 6ª Conferência de Solvay.

## Obras
Sua principal publicação foi o livro Le magnétisme, em 1926.